# Conure à joues d'or
Ognorhynchus icterotis
Genre
Espèce
Statut de conservation UICN

 VU D1 : Vulnérable
Statut CITES
La Conure à joues d'or (Ognorhynchus icterotis) est une espèce d'oiseaux de la famille des Psittacidae, l'unique représentante du genre Ognorhynchus.

## Description
Cet oiseau mesure environ 42 cm, une assez grande taille pour une conure. Ses parties supérieures sont vertes et les inférieures jaune verdâtre. Le front, les joues et les zones périoculaires sont jaune vif. Le dessous de la queue est rougeâtre. Les cercles oculaires sont clairs et les iris orange. Le bec est noir et les pattes gris rosé.

## Habitat
Cet oiseau occupe les forêts subtropicales tempérées entre 2 500 et 3 200 m d'altitude caractérisées par la présence du palmier Ceroxylon andicolum auquel elle est inféodée.

## Nidification
Cet oiseau construit son nid dans le creux d'un palmier entre 20 et 25 m de hauteur. La reproduction semble se dérouler de mars à mai.

## Répartition
La conure à joues d'or peuple les Andes de la Colombie et du nord de l'Équateur où elle est en danger à cause de la destruction de son habitat.